# Leptychaster propinquus
Leptychaster propinquus är en sjöstjärneart som beskrevs av Fisher 1910. Leptychaster propinquus ingår i släktet Leptychaster och familjen kamsjöstjärnor.
Artens utbredningsområde är Berings hav. Inga underarter finns listade i Catalogue of Life.